# Dorcatoma janssoni
Dorcatoma janssoni är en skalbaggsart som beskrevs av Büche och John G. Lundberg 2002. Dorcatoma janssoni ingår i släktet Dorcatoma, och familjen trägnagare. Enligt den svenska rödlistan är arten otillräckligt studerad i Sverige. Arten förekommer i Svealand. Artens livsmiljö är skogslandskap.